# Battaglia di Elixheim
La battaglia di Elixheim (detta anche Passaggio della linea del Brabante) ebbe luogo nel corso della guerra di successione spagnola. Il duca di Marlborough riuscì a rompere le linee francesi nel Brabante, un arco di strutture difensive che si estendevano per 11 km tra Anversa e Namur. Anche se non fu capace di vincere la battaglia decisiva, le successive razzie delle linee di difesa vennero stroncate a Ramillies l'anno successivo.

## Antefatto
All'inizio della stagione della campagna militare, il duca di Marlborough tentò di lanciare un'invasione della Francia dalla valle della Mosella. Questi sforzi vennero frenati da una combinazione di mancanza di rifornimenti e dall'eccellente posizione difensiva francese di fronte a Sierck, il duca di Marlborough ed il suo esercito vennero richiamati dagli Stati Generali olandesi quando il maresciallo Villeroy attaccò e prese la fortezza di Huy e minacciò Liegi. Ritornato nei Paesi Bassi (costringendo Villeroy alla ritirata dietro le sue difese), il duca di Marlborough riprese Huy, e quindi pianificò di rompere le linee francesi per scontrarsi con Villeroy in battaglia.

## La battaglia
La sera del 17 luglio il duca di Marlborough inviò delle truppe olandesi al comando del maresciallo Overkirk verso Namur, scontrandosi con Villeroy ed i suoi 40 000 uomini. Nella notte marciò con le truppe scozzesi e inglesi verso il piccolo villaggio di Eliksem (Elixheim), e qui ruppe le linee nemiche senza incontrare resistenza. Alle prime luci del giorno, quando gli uomini di Overkirk contromarciarono a nord per unirsi con quelli del duca di Marlborough, un distaccamento francese attaccò una piccola forza di truppe alleate ad ovest delle linee. Dopo una piccola ma intensa battaglia di cavalleria, nella quale rimase coinvolto personalmente il duca di Marlborough, vennero spazzati via, e Villeroy si ritirò con la sua armata ad ovest, dietro il fiume Dyle.

## Conseguenze
Incapace di inseguire i francesi con vigore il giorno della battaglia, per la stanchezza dei suoi uomini che avevano marciato tutta la notte e combattuto un'intensa battaglia, il duca di Marlborough non rinunciò all'idea di prendere Villeroy in battaglia. L'ultimo sforzo si tenne alla fine di agosto, usando dei trasporti con rifornimenti nella zona di Waterloo, dove comunque non poté tenersi una battaglia per via del veto opposto dai rappresentanti olandesi, in particolare dal generale Slangenburg. Il duca di Marlborough venne costretto ad accontentarsi della cattura della fortezza di Leau e del livellamento della Linea del Brabante, tra Leau e la Mosa.